# Elizabeth Clarke
Elizabeth Clarke (1565 – 1645) fu una presunta strega inglese e la prima donna accusata di stregoneria da Matthew Hopkins.

## Biografia
Elizabeth Clarke era una donna di ottant'anni che viveva nell'Essex quando fu accusata di stregoneria dal sarto John Rivet durante l'inverno del 1643. Il cacciatore di streghe Matthew Hopkins e John Stearne affermarono di averla vista con diversi famigli, tra cui un cane bianco chiamato Jarmana, un segugio di nome Vinegar Tom (capace di trasformarsi in un bambino di quattro anni senza testa), un gatto di nome Newes e diverse altre creature, tra cui una coppia di conigli neri demoniaci chiamati Sacke e Sugar.
L'uso della tortura era illegale, ma la donna fu sottoposta a deprivazione da sonno per diversi giorni; alla fine, Elizabeth Clarke confessò di essere una strega, accusando anche diverse altre donne di Manningtree, tra cui Anne West e la figlia Rebecca, Anne Leech, Helen Clarke ed Elizabeth Gooding. Affermò che era stata Anne West ad introdurla alla stregoneria: la donna avrebbe provato compassione per lei a causa della sua età, della sua povertà e del fatto che avesse una gamba sola. Insieme alle altre donne accusate da Hopkins, Clarke fu processata a Chelmsford il 17 luglio 1645; fu strangolata per impiccagione.